# Směšné lásky
Směšné lásky je sbírka povídek spisovatele Milana Kundery. Toto dílo bylo vydáno jako výbor ze tří předchozích povídkových knih: Směšné lásky (tři melancholické anekdoty) (1963), Druhý sešit směšných lásek (1965) a Třetí sešit směšných lásek (1968).

## Česká a cizojazyčná vydání
První vydání Směšných lásek (1963) obsahovalo povídky Já truchlivý bůh, Sestřičko mých sestřiček a Nikdo se nebude smát. Druhý sešit směšných lásek (1965) se skládal z povídek Zlaté jablko věčné touhy, Zvěstovatel a Falešný autostop. Ve Třetím sešitě směšných lásek (1968) pak vyšla čtveřice povídek Ať ustoupí staří mrtví mladým mrtvým, Symposion, Eduard a Bůh a nakonec Doktor Havel po dvaceti letech.
Sbírka povídek vyšla poprvé slovensky, v roce 1967 v nakladatelství Smena, měla 179 stran, překladatelem byl Slavo Marušiak, autorem obálky Milan Bočkay. V roce 1970 vyšla kniha v češtině. Z původních deseti povídek bylo vybráno osm (vypadly povídky Sestřičko mých sestřiček a Zvěstovatel): Já truchlivý Bůh, Nikdo se nebude smát, Zlaté jablko věčné touhy, Falešný autostop, Symposion, Ať ustoupí staří mrtví mladým mrtvým, Doktor Havel po dvaceti letech a Eduard a Bůh. 
Anglická a francouzská vydání Směšných lásek (Laughable Loves, poprvé 1974/Risibles amours, poprvé 1970) však obsahují povídek pouze sedm: Nobody Will Laugh/Personne ne va rire, The Golden Apple of Eternal Desire/La pomme d’or de l’éternel désir, The Hitchhiking Game/Le jeu de l’auto-stop, Symposium/Le colloque, Let the Old Dead Make Room for the Young Dead/Que les vieux morts cèdent la place aux jeunes morts, Dr. Havel After Twenty Years/Le docteur Havel vingt ans plus tard, Eduard and God/Edouard et Dieu.   

## Povídky

### Já truchlivý bůh
Povídka pojednává o nenaplněné lásce vypravěče Adolfa ke krásné, ale údajně nepříliš inteligentní studentce konzervatoře Janě. Adolf líčí, jak se milované pokusil pomstít za to, že jeho námluvy nekompromisně odmítla, a to důmyslným praktickým žertíkem. Přemluvil svého řeckého kamaráda Apostolka, aby se před dívkou vydával za charismatického dirigenta athénské opery a v tomto přestrojení se ji pokusil svést. Povídka má ironickou pointu: přestože Apostolek slaví u Jany úspěch, jaký ani sám vypravěč nečekal, ve výsledku mu pomyslné vítězství nad zbožňovanou, ale pro něj nedostupnou ženou nepřinese žádné uspokojení.    

### Sestřičko mých sestřiček
Vypravěčem povídky je zralý třicátník, úspěšný skladatel, který nicméně podle všeho prodělává krizi středního věku a pochybuje o hodnotě vlastní tvorby. Coby pacient v nemocnici se seznámí s půvabnou mladou medičkou Kamilou, která je provdaná za básníka Vinklera. V tvůrčí krizi si vysnívá Kamilu jako možnou múzu, od této sublimované lásky si slibuje novou hudební inspiraci, která se opravdu dostaví v podobě vzpomínky na čtrnáctileté děvče, které kdysi vypomáhalo v krámku, kam vypravěč chodil jako chlapec nakupovat. (Odtud název samotné povídky: děvče se skladateli jeví coby sestřička „sestřičky“ Kamily.) Výsledkem této múzické inspirace je sonáta, kterou si přijde na koncert poslechnout i sama Kamila. Následné setkání s domnělou milovanou a jejím mužem však končí deziluzí, veškeré vypravěčovo blouznění o lásce ke Kamile a její roli hudební či básnické múzy je odhaleno jako čirý sebeklam.

### Nikdo se nebude smát
Povídka pojednává o mladém vysokoškolském asistentovi, který má napsat recenzi na článek. Tento článek mu připadá naprosto hrozný, ale když se setká s autorem (pan Záturecký), nemá to srdce mu to naplno říct. Proto mu pořád slibuje, že recenzi co nejdříve napíše. Poté se začne před ním schovávat. Nejprve si vymyslí, že odjíždí do zahraničí, když se má vrátit, tak najednou nečekaně onemocní. Dokonce si pak všechny své přednášky přeloží na jiné dny. Pan Záturecký se ale nenechá odradit. Zjistí si asistentovu adresu a jednoho dne se tam vydá. Nalezne tam jen jeho polonahou přítelkyni. To se ovšem asistentovi hodí, protože obviní pana Zátureckého z toho, že jeho dívku obtěžoval. Manželka pana Zátureckého si to nechce nechat líbit. Udá asistenta a ten musí před komisí prozradit, jak to všechno bylo. Poté se paní Záturecká se svým manželem vydávají do zdejší firmy, kde má pak Záturecký najít asistentovu přítelkyni. Bohužel si už nepamatuje, jak vypadá. Vše skončí tím, že asistent všechno paní Záturecké řekne a myslí, že má konečně klid. Mezitím si jeho přítelkyně našla novou známost a s ním se rozchází. Jeho to ale vůbec nemrzí, protože stejně ví, že s ním byla jen kvůli tomu, aby z ní udělal modelku.

### Zlaté jablko věčné touhy
Dva hlavní hrdinové, muži středního věku. Hlavní hrdina obdivuje svého kamaráda Martina, který provádí registráž a kontaktáž žen, aby je následně mohl sbalit, přestože má doma manželku, kterou miluje. To nejlepší již mají za sebou, ale stále se snaží. V příběhu je vylíčena cesta za dobrodružstvím a ženami, která je ve výsledku úplně neúspěšná a možná ani nikdo nechtěl, aby byla úspěšná. Závěr je, že hlavní je naděje, kterou jim tohle „dovádění“ dává. Něco si tím dokazují.

### Zvěstovatel
Vypravěčem povídky je mladý lékař, jenž má políčeno na pohlednou asistentku z Bratislavy, která je v jeho nemocnici na pracovní exkurzi. Spoléhaje na své štěstí (od samého rána se mu všechno daří) pozve ženu bez váhání na schůzku. V samotný den schůzky se však nic nevyvíjí podle plánu. Šťastnou šňůru totiž záhy přetrhne návštěva přítele Třísky, který v očích vypravěče figuruje jako osudový nositel smůly, jíž nelze nijak uniknout. (Třískova smůla má v povídce nejen osobní, ale i politický rozměr.) Okamžitě po Třískově návštěvě se vypravěčův plán na milostné dostaveníčko začne komicky až absurdně hroutit pod tlakem neslučitelných požadavků na jeho čas a přítomnost, aniž by však bylo jasné, zda má sled nastalých karambolů hlubší existenciální význam, anebo je jen sebenaplňujícím proroctvím daným vypravěčovým strachem z nešťastníka Třísky – přesněji z toho, že vypravěč je vlastně ve své úzkostlivé snaze zůstat konformním „šťastlivcem“ větší ubožák než jeho smolný kamarád. Závěrečný oddíl povídky představuje vyvrcholení vypravěčovy sebereflexe, které absurdní zkratkou upomíná na povídkovou tvorbu Franze Kafky. 

### Falešný autostop
Nepojmenovaní hrdinové. Stydlivá dívka a její zkušený starší přítel jedou na dovolenou. Během cesty začnou hrát hru na stopařku a řidiče. Dívka se do role vžije a začne se chovat prostopášně. Tím se příteli zhnusí. Zastaví v hotelu, kde pijí a nakonec ji muž systematicky ponižuje, právě kvůli tomu, že se začala chovat jako ženy, které míval. Miloval ji právě proto, že byla jiná. Dívka je zhrzena.

### Symposion
Povídka připomíná divadelní hru. Samotný název povídky navozuje starořeckou pitku. Pět postav – primář, doktorka, se kterou tajně chodí, Flajšman, Havel a Alžběta – popíjí víno v inspekčním pokoji během noční služby v nemocnici. Alžběta má zájem o doktora Havla, ale on, byť je velkým sukničkářem, ji neustále odmítá. Večírek málem skončí neštěstím. O tom, co k neštěstí vedlo, má však každá z postav jinou teorii.

### Ať ustoupí staří mrtví mladým mrtvým
Žena, které umře manžel, přijíždí do města na dušičky. Zjistí, že kvůli její chybě zrušili hrob jejího manžela. Při návštěvě potká starého známého, kterého 15 let neviděla. Je o dost starší než on. Dříve spolu spali. Jdou k němu na kávu. Pro oba je to příjemné posezení, během času se konverzace stačí k jednomu cíli. Žena parafrázuje název povídky. Myslí si, že vzhledem jejímu věku je sex nepatřičný, zvláště kvůli jejímu synovi, jehož obličej se jí stále zjevuje. Oba jsou již zestárlejší, žena nechce sex i kvůli zachování památky v mužově hlavě. Muž chce pohlavní styk, bere to jako svůj úspěch s ohledem na svou minulost i přítomnost. Žena nakonec povolí.
Sociální role ženy je zde primárně matka.

### Doktor Havel po dvaceti letech
Doktor Havel je nemocný, potřebuje odjet do lázní, jeho mladší krásná žena na něj žárlí. V lázních potkává redaktora lázeňského zpravodaje, který na něj pohlíží s velkým obdivem. To se Havlovi líbí, je skleslý, že na něj pohlíží již méně žen se zájmem. Byl jako Casanova. Má redaktorovi kolaudovat dívku, vyžívá se v tom. Využívá příjezdu své ženy, po které se mu v nepříjemném prostředí začne stýskat. Žena je známá herečka, najednou se doktorovi díky ní dostává kýžené pozornosti. Je znovu spokojen.

### Eduard a Bůh
Povídka o mladém Eduardovi, který právě dostudoval vysokou školu a stal se učitelem v jednom malém českém městě. Brzy si najde známost, Alici, jež je zarputilou křesťankou, a to jaksi na protest vůči komunismu. Její víra však vlastně spočívá v jediné ideji: chce za každou cenu dodržet šesté (respektive sedmé) přikázání a vyhnout se mimomanželskému sexu. Eduard by rád svůj vztah s Alicí posunul na fyzickou úroveň, ale Alice veškerým jeho pokusům odolává. Když se ho pak zeptá, zda věří v Boha, Eduard nechtěje Alici odradit zalže, že ano, a začne s ní chodit do kostela. To se však donese do školy, kde je Eduard zaměstnán, a způsobí mu to velké problémy. Stane se jakýmsi mučedníkem a Alice díky tomu poleví. Eduard si však později uvědomí, že měl Alici raději, když byla neústupná, a že v jeho mysli ztratila tvář.